# Jolanta Krogulska
Jolanta Krogulska (ur. 26 stycznia 1940) – polska brydżystka, Arcymitrz Międzynarodowy.
Na początku 2004 r. z jej inicjatywy oraz Elżbiety Wojciechowskiej na BBO odbył się pierwszy turniej wyłącznie dla pań.